# 199

## Събития
- Зефирин става римски папа след Виктор I

## Починали
- Виктор I, римски папа